# Conger verreauxi
O Conger verreauxi é um congro da família Congridae, encontrado no leste do Oceano Índico e sudoeste do Oceano Pacífico, incluindo o sul da Austrália e Nova Zelândia, a profundidades de 100 metros em áreas de recifes rochosos quebrados. O comprimento pode alcançar os 2 metros e o peso chegar aos 50 kg.